# Thọ Sơn (Cao Hùng)
Thọ Sơn (tiếng Trung: 壽山), trước đây là Đả Cẩu Sơn (打狗山), Đả Cổ Sơn (打鼓山), cũng thường được gọi là Sài Sơn (柴山), là một ngọn núi tọa lạc tại quận Cổ Sơn ở thành phố Cao Hùng thuộc Trung Hoa Dân Quốc, nằm về hướng bắc của lối vào cảng Cao Hùng. Ngọn núi này được người Hà Lan đặt tên là Apen Berg vào thế kỷ 17 bởi số lượng khỉ trên núi rất nhiều, và vì vậy ngày nay nó còn được biết đến với tên "Monkey Mountain" trong tiếng Anh. Ngọn núi này và núi Xà Sơn (柴山) ở phía bắc tạo nên dãy Sài Sơn, vì vậy cái tên Sài Sơn cũng được dân địa phương dùng khi nhắc về nó. Sài Sơn cũng đóng vai trò là một ranh giới tự nhiên giữa thành phố và biển cả, do vị trí địa lý nằm dọc ven bờ eo biển Đài Loan. Địa chất núi chủ yếu là các rạn san hô và calci cacbonat từ quá trình nâng lên, ngoài ra nhiều hang động tự nhiên cũng được tìm thấy. Trên núi có công viên Thọ Sơn, chùa Long Tuyền, chùa Thiên Quang, chùa Pháp Hưng, chùa Nguyên Hanh, đền Trung Liệt, vườn thú cùng nhiều điểm tham quan khác. Từ công viên Thọ Sơn có thể chiêm ngưỡng cảnh hoàng hôn tuyệt đẹp trên vịnh Tây Tử.
Thọ Sơn và vùng núi Sài Sơn không chỉ là thắng cảnh tự nhiên, mà còn là một trung tâm du lịch và giải trí đặc biệt nổi bật ở Cao Hùng. Du khách có thể lựa chọn hình thức đi bộ đường dài để khám phá ngọn núi, ngắm cảnh vật và hệ sinh thái rừng núi, đặc biệt vườn thú trong công viên Thọ Sơn được xây dựng từ thời Nhật Bản chiếm đóng thu hút hơn 300.000 lượt khách mỗi năm. Sự quản chế quân sự lâu dài suốt bốn thế kỷ cho đến tận năm 1989 đã giúp bảo tồn hệ động thực vật của dãy núi như nguyên vẹn và có tính đặc hữu, tiêu biểu là loài khỉ hoang dã macaca cyclopis, cùng nhiều sự đa dạng sinh học khác. Những cánh rừng thông bạt ngàn ở đây giúp cho ngọn núi được mệnh danh là "lá phổi" của Cao Hùng.

## Lịch sử
Thọ Sơn hiện là một trong những tàn tích cổ xưa nhất của nền văn minh từng xuất hiện ở Cao Hùng có niên đại từ 4.000 đến 5.000 năm trước. Nhiều thế lực quân sự đã thay nhau quản chế và đồn trú quanh vùng núi suốt nhiều thế kỷ, từ khi nhà Thanh áp đặt quyền kiểm soát Đài Loan và sau đó là giai đoạn đặt dưới quyền bảo hộ của Nhật Bản từ năm 1895 đến 1945. Trải qua nhiều biến động lịch sử, ngọn núi từng được gọi bằng nhiều cái tên khác nhau, thường gắn liền với một sự kiện đáng chú ý trong sự hình thành thành phố Cao Hùng. Quyển Đảo Di chí lược của Vương Đại Uyên có lẽ là thư liệu đầu tiên đề cập đến ngọn núi từ thế kỷ 14, với tên gọi "Trĩ Sơn" (峙山). Dưới thời nhà Minh, nạn uy khấu và cướp biển hoành hành ven bờ biển các tỉnh đông nam Trung Quốc. Những đầu lĩnh đã cập thuyền vào đảo Bành Hồ và vùng núi hiểm trở bờ tây nam Đài Loan để trốn tránh sự truy đuổi của quân triều đình, dãy núi Sài Sơn là một trong những điểm ẩn náu nổi tiếng. Bộ tộc thổ dân Bình Phố nơi đây đã vót nhọn tre và dựng thành lũy để bảo vệ nhà cửa khỏi sự cướp bóc, họ gọi công sự trên bằng phương ngữ Bình Phố là "Takao", phát âm gần giống với từ "Đả Cẩu" (打狗) trong tiếng Phúc Kiến, và từ đó cái tên này được những người Hán nhập cự chọn để gọi ngọn núi.
Có giai thoại kể rằng, vào năm 1565, thủ lĩnh cướp biển khét tiếng ở vùng eo biển Đài Loan là Lâm Đạo Càn đã tích trữ số của cải lấy được trong một hang động trên núi Đả Cẩu. Triều đình nhà Minh cử tướng Du Đại Du tróc nã Đạo Càn, ông đem toàn bộ số châu báu gồm 18 giỏ vàng giao cho người em gái là Lâm Kim Liên trông giữ và bỏ trốn sang vùng Pattani ở Xiêm. Dân gian tin rằng số vàng ấy vẫn được cất giấu đâu đó sâu trong núi, và từ đây ra đời cái tên "Mai Kim Sơn" (埋金山), tức núi chôn vàng, song song với tên gọi Đả Cẩu. Thời nhà Thanh, những tài liệu nghiên cứu địa lý chính thức viết tên núi thành "Đả Cổ" (打鼓, đánh trống), một phần nguyên do nằm ở hiện tượng sạc lở khá thường xuyên của ngọn núi vào mùa đông, khiến hoạt động giao thông đường thủy dưới chân núi gặp nhiều nguy hiểm, và những thủy thủ khi điều khiển tàu thuyền ngang qua phải liên tục đánh trống cầu thần linh ban phước lành để tai qua nạn khỏi. Về sau ngọn núi còn được gọi bằng cái tên đơn giản là "Cổ Sơn" (鼓山, cũng là tên một quận của thành phố Cao Hùng, nơi ngọn núi tọa lạc ngày nay), tuy cái tên Đả Cẩu vẫn thông dụng ở địa phương hơn.
Đến tận khi Nhật Bản chiếm đóng, ngọn núi này vẫn được gọi là Đả Cẩu, sau đó vào năm 1920 được đổi thành "Cao Hùng Nhai" (高雄街) rồi đến "Cao Hùng Sơn" trong năm tiếp theo. Năm 1923, Thiên hoàng Hirohito sang tham quan đảo và nghỉ lại trong một khách sạn dưới chân núi, được xây dựng theo lệnh của Tổng đốc Đài Loan. Bởi vì chuyến du ngoạn này trùng với dịp sinh thần của nhà vua, người ta ra lệnh đổi tên núi một lần nữa thành "Thọ Sơn" như một sự cung chúc. Năm Dân Quốc thứ 58 (1968), sau khi cuộc Nội chiến Trung Quốc kết thúc, lúc này cái tên Thọ Sơn đã được dùng suốt 40 năm, và để tưởng niệm ngày sinh của cố Tổng thống Tưởng Giới Thạch, Cục trường Cục Dân chính Trung Hoa Dân Quốc Trần Vũ Chương đã ký sắc lệnh đổi tên ngọn núi thành "Vạn Thọ Sơn" (萬壽山), đồng thời đổi tên sông Ái Hà thành "Nhân Ái Hà". Năm 1991, Hội đồng thành phố Cao Hùng cho đổi hai địa danh này trở lại tên cũ. Thọ Sơn cũng được dân địa phương quen gọi là núi Sài Sơn, trùng tên với dãy núi mà ngọn núi này là một phần trong đó, đặc biệt quen thuộc với những tiều phu chuyên chở gỗ ở đây đến xây dựng pháo đài An Bình dưới thời thuộc địa của Hà Lan. Bản thân người Hà Lan khi đặt chân lên hòn đảo vào thế kỷ 17, do ấn tượng với số lượng lớn khỉ thuộc chi macaca đã quyết định đặt tên núi là Apen Berg, và người phương Tây đến bây giờ vẫn quen gọi nó là núi Khỉ khi đến đây du lịch. Một cái tên ít phổ biến hơn là "núi Kỳ Lân" (麒麟山), chỉ được biết đến qua một số truyện kể văn hóa dân gian, theo đó tương truyền trên núi có nơi cư ngụ của một con kỳ lân.

## Địa lý
Thọ Sơn là một phần của dãy núi Sài Sơn hình cánh cung nằm dọc theo bờ biển tây nam đảo Đài Loan, thuộc địa phận quận Cổ Sơn, thành phố Cao Hùng, dài 5,5 km theo chiều từ bắc xuống nam và rộng 2,5 km từ đông sang tây, với diện tích khoảng 1.200 ha, nơi cao nhất từ 360 đến 365 m trên mực nước biển. Tính từ điểm khởi đầu là Bắc Thọ Sơn ở vùng Đào Tử Viên thuộc Tả Doanh và điểm cuối là Nam Thọ Sơn nhìn ra vịnh Tây Tử thuộc Kỳ Tân, vùng núi này giống như một rào chắn tự nhiên giữa đất liền và eo biển Đài Loan. Những cư dân bản địa đầu tiên đã ca ngợi quang cảnh nơi đây là "trống cờ tương đương" (ý nói thế núi hùng dũng ngang nhau), với "trống" ám chỉ dãy Sài Sơn, còn "cờ" là ngọn Thọ Sơn. Do nằm ở phía nam Đài Loan, vùng núi có khí hậu nhiệt đới chuẩn, với nhiệt độ trung bình hàng năm vào khoảng 25,1 °C, thấp nhất 19,1 °C trong tháng Giêng và cao nhất 29,1 °C trong tháng Tám. Lượng mưa trung bình hàng năm đạt 1.748,6 mm, chủ yếu tập trung vào mùa mưa từ tháng Sáu đến tháng Mười.
Thọ Sơn hình thành từ sự nâng lên của hình thái địa hình rạn san hô, địa thế cao dần từ bờ biển, lớp trầm tích của núi có thành phần chính là calci cacbonat. Năm địa tầng từ trên xuống gồm: lớp đứt gãy đồng trầm tích, lớp đá vôi Cao Hùng, lớp khi cước, lớp đá vôi Thọ Sơn, lớp phù sa và lở tích hiện đại. Quá trình khai quật phát hiện nhiều hóa thạch san hô, tảo biển, vỏ sò biển và trùng lỗ, tập trung ở phần đất xám đá bùn, sa thạch lỏng vàng nâu và đá vôi. Sự gia tăng mực nước biển đã gây xói mòn và khiến đá núi bị ảnh hưởng nghiêm trọng, tạo nên những vách đá lởm chởm và địa hình hàm ếch. Trên núi có nhiều hang động với những khối nhũ đá, nhũ măng to lớn, cũng nhiều hố sâu, vách đá hiểm trở và hang đá, hình thành do bị thời tiết bào mòn và mài giũa theo thời gian. Đây cũng là nguyên nhân khiến hiện tượng sạt lở diễn ra thường xuyên, nhất là vào mùa đông do ảnh hưởng liên đới của tai nạn tuyết lở.

## Môi trường sinh thái
Khí hậu ôn hòa và mưa nhiều đã tác động tích cực đến quá trình sinh trưởng của nhiều loài thực vật ở Thọ Sơn, với sự phân bổ lên đến hơn 800 loài khác nhau. Giới hạn bởi các yếu tố địa chất và địa tầng, hệ sinh thái ở vùng núi này chỉ có thể hình thành những khu rừng thứ sinh, nhưng độ tươi tốt và tính phân hóa của thảm thực vật là rất cao, đồng thời cũng hình thành một quần thể rộng lớn các loài động vật hoang dã, tiêu biểu là loài đặc hữu macaca cyclopis hay còn gọi là khỉ Formosa.
Đặc điểm của thảm thực vật ở Thọ Sơn là sự tập trung sinh trưởng trên những trầm tích rạn san hô, những nơi đất đá cằn cỗi và khe núi nhỏ. Những cánh rừng thông hầu hết là kiểu rừng nhiệt đới gió mùa, gần như vẫn còn nguyên sơ chưa hề bị khai phá. Trong rừng có nhiều loài dây leo rễ nông và rễ khí sinh. Hội đồng thành phố Cao Hùng đã cho tiến hành nhiều cuộc khảo sát và đo đạc sinh thái, những ghi nhận cho thấy điều kiện thổ nhưỡng ở phía bắc Thọ Sơn được chia thành ba loại: rạn san hô, đất sâu và đất khai hoang. Thảm thực vật bản địa ở vùng này chủ yếu là rừng thứ sinh, những cũng xen kẽ nhiều loài nhãn, cau, tre và acanthophyllum pungens. Ở vùng trung tâm, từ khi quân đội Nhật Bản chọn đây làm nơi đồn trú đã mang đến nhiều loại cây trồng khác nhau và dần dần phát triển thành những cánh rừng thứ cấp, chủ yếu là cây keo dậu hay keo tương tư  như hệ quả của việc cải tạo cây lấy gỗ, khiến những loài thực vật bản địa bị xâm lấn dần và trở nên khan hiếm. Vẫn còn sót lại những cụm dướng, đa, macaranga tanarius cùng nhiều loại dây leo và cây bụi nguyên sinh khác. Vùng rừng núi phía nam thường xuyên có sự xuất hiện của con người do nằm cách trường Đại học Quốc gia Trung Sơn, Vườn thú Thọ Sơn và vịnh Tây Tử không xa, lại tồn tại nhiều loài thực vật đặc hữu như lepturus repens và dendrocnide meyeniana.
Hệ động vật ở Thọ Sơn gờm 5 loài lưỡng cư, 24 loài bò sát, 106 loài chim, 50 loài bướm, 21 loài ốc và 8 loài động vật có vú. Khỉ Formosa là loài đặc hữu tiêu biểu, sinh sống rất nhiều trong rừng, tuy nhiên cũng xảy ra những xung đột giữa chúng và con người, đặc biệt là những khách tham quan leo núi khi chúng xông vào giành thức ăn họ mang theo. Những động vật thông thường khác gồm sóc, hoẵng, cầy vòi mốc và tê tê cùng một số loài có nguy cơ tuyệt chủng. Vùng núi tây bắc ven bờ biển và bị cô cập do nằm về rìa phía nam của Cổ Sơn là nơi tập trung của rất nhiều loài thủy cầm và sáo, 70% là chim di trú hoặc chỉ nghỉ chân tạm thời. Trong số 106 loài chim có 25 loài quý hiếm sinh sống ở đây, chủ yếu thuộc họ Họa mi và họ Kim oanh. Một số loài chim đặc hữu như garrulax chinensis, lách tách má xám và khướu bụi đầu đỏ cũng được tìm thấy, chúng là những giống chim rất phổ biến tại Đài Loan. Những vùng nước cạn ở vịnh Tây Tử và cảng Cao Hùng là nơi tu tập của nhiều loài mòng biển, nhàn biển và các loài chim quá cảnh khác, đồng thời là một trong những nơi phân bố dày đặc nhiều loài chim biển đặc trưng của Cao Hùng. Về bò sát, những loài đang được bảo tồn gồm takydromus formosanus, takydromus stejnegeri, rắn hổ mang, rắn cạp nia bắc và protobothrops mucrosquamatus. Các loài bướm như troides aeacus, atrophaneura aristolochiae, bướm phượng đen, graphium agamemnon, euploea tulliolus và yoma sabina được tìm thấy ở khắp nơi. Trong quá khứ, thức ăn của nhiều giống bướm ngày là lá và mật của aristolochia, nhưng những năm gần đây do người leo núi giẫm đạp bừa bãi loại cây này mà đã ít nhiều dẫn đến sự sụt giảm mạnh về số lượng bướm ở Thọ Sơn.
Tháng 5 năm 1992, những nhà môi trường học ở Cao Hùng đã thành lập một tổ chức bảo tồn thiên nhiên gọi là "Hội Xúc tiến Công viên Tự nhiên Sài Sơn", thường gọi là "Hội Sài Sơn", nhằm mục đích thúc đẩy việc hình thành một công viên tự nhiên trong khu vực. Tháng 2 năm 1997, chính quyền thành phố Cao Hùng công bố "Đề án quản lý công viên tự nhiên Thọ Sơn", qua đó phân định phạm vi công viên là khu vực núi Thọ Sơn ở quận Cổ Sơn và một số khu vực ven biển phía tây. Trong cùng năm đó, Ủy ban Xúc tiến Công viên Tự nhiên Thọ Sơn được tổ chức và ra nghị quyết về việc thành lập cũng như các phương thức bảo tồn và quản lý, và được rà soát kỹ một lần nữa vào tháng 10 năm 2000. Trong khuôn viên công viên có một khu vực dành riêng cho việc bảo tồn khỉ Formosa, ngoài ra để hạn chế đến mức thấp nhất những ảnh hưởng tiêu cực lên hệ thực vật, một con đường mòn trải nhựa phục vụ việc leo núi được xây dựng mà không xâm hại đến bề mặt đất và chỉ đi qua những khu vực cây bụi nhỏ. Tháng 10 năm 2009, Thị trưởng Cao Hùng Trần Cúc đệ trình lên Thủ tướng Ngô Đôn Nghĩa bản báo cáo chi tiết về việc thành lập một công viên tự nhiên ở Thọ Sơn, được tư vấn bởi Sở Xây dựng và Quy hoạch dưới tên gọi "Công viên Tự nhiên Quốc gia Thọ Sơn". Nó được phê duyệt ngay sau đó và chính thức mở cửa từ ngày 6 tháng 12 năm 2011.